# Michael Balzary
Michael Balzary, známý pod přezdívkou Flea (* 16. října 1962 v Melbourne, Austrálie) je hráč na basovou kytaru v americké hudební skupině Red Hot Chili Peppers. Je veřejně pokládán za jednoho z nejlepších baskytaristů současnosti.[kým?] Hraje prsty, trsátkem a dokonale umí slapping. Krátce působil ve skupině Jane's Addiction. Je vyhledávaným studiovým hráčem (The Mars Volta, Glenn Hughes). Někdy také hraje na trumpetu. Důkazem toho je koncert skupiny Nirvana z roku 1993, kde Flea hraje sloky a sólo písně Smells Like Teen Spirit na trumpetu.
Michael Balzary se narodil v roce 1962 v Melbourne, ale jeho rodiče se již v roce 1967 přestěhovali do New Yorku. Zde se jeho matka rozvedla a znovu provdala za jazzmana Waltera Urbana. Michael Balzary začal hrát v devíti letech na bicí a na trubku, vstoupil do Los Angeles Junior Philharmonic Orchestra.
Zahrál si i v několika filmech, hostoval například na Cd Alanis Morissette. V roce 1986 se oženil s Leoshou Zeviar, s níž má dceru Claru (rok narození 1988). V roce 1990 se rozvedli, zůstávají však i nadále dobrými přáteli.
Dne 25. června 2005 vystupoval na festivalu Meltdown jako člen doprovodné skupiny velšského hudebníka a skladatele Johna Calea; mimo baskytary zde hrál rovněž na trubku.
Roku 2009 uvedl Metallicu do Rock and Roll Hall of Fame.
Na začátku roku 2015, v době nahrávání RHCP alba The Getaway, si při snowboardingu zlomil levou ruku, načež se musel znovu učit hrát na baskytaru.
V minulosti (2007) žil s Frankie Ryder, s níž má dceru Sunny Bebop Balzary, ale vztah jim nevydržel. Na podzim roku 2019 se oženil s módní návrhářkou Melody Ehsani. Jeho poznávací znamení je mezera mezi zuby.
Je členem superskupiny Atoms For Peace.